# Squamipalpis atriluna
Squamipalpis atriluna là một loài bướm đêm trong họ Noctuidae.